# Cuba ai Giochi della XXVIII Olimpiade
Cuba partecipò ai Giochi della XXVIII Olimpiade, svoltisi ad Atene, Grecia, dal 13 al 29 agosto 2004, con una delegazione di 151 atleti impegnati in diciotto discipline.